# Rinchenia mongoliensis
Il Rinchenia era un dinosauro degli oviraptoridi, vissuto in Mongolia durante il Tardo Cretaceo. Inizialmente descritto come una specie del più noto genere Oviraptor, si scoprì solo recentemente che erano diversi per alcuni tratti fisionomici. Anche il suo nome, rimasto per molto tempo nomen nudum, fu usato dalla comunità scientifica molto recentemente.

## Relazione con l'Oviraptor
Appartenenti alla stessa famiglia degli oviraptoridi, l'Oviraptor ed il Rinchenia erano molto simili: lunghi entrambi due metri e mezzo, avevano molte caratteristiche in comune. Soltanto quando fu confrontato il loro cranio, si capì che non erano identici: infatti, il Rinchenia aveva una cresta più vistosa del più noto teropode. Probabilmente, i maschi la esibivano durante la stagione degli amori per scacciare potenziali rivali e per conquistare un harem di femmine.